# Умгаузен
Умгаузен (нім. Umhausen) —  громада округу Імст у землі Тіроль, Австрія.
Умгаузен лежить на висоті  1031 м над рівнем моря і займає площу  137,4 км². Громада налічує 3100 мешканців. 
Густота населення 23/км².  
|                                   |
| Умгаузен на мапі округу та землі. |

 Адреса управління громади: Dorf 30, 6441 Umhausen. 

## Демографія
Історична динаміка населення міста за даними сайту Statistik Austria

## Галерея

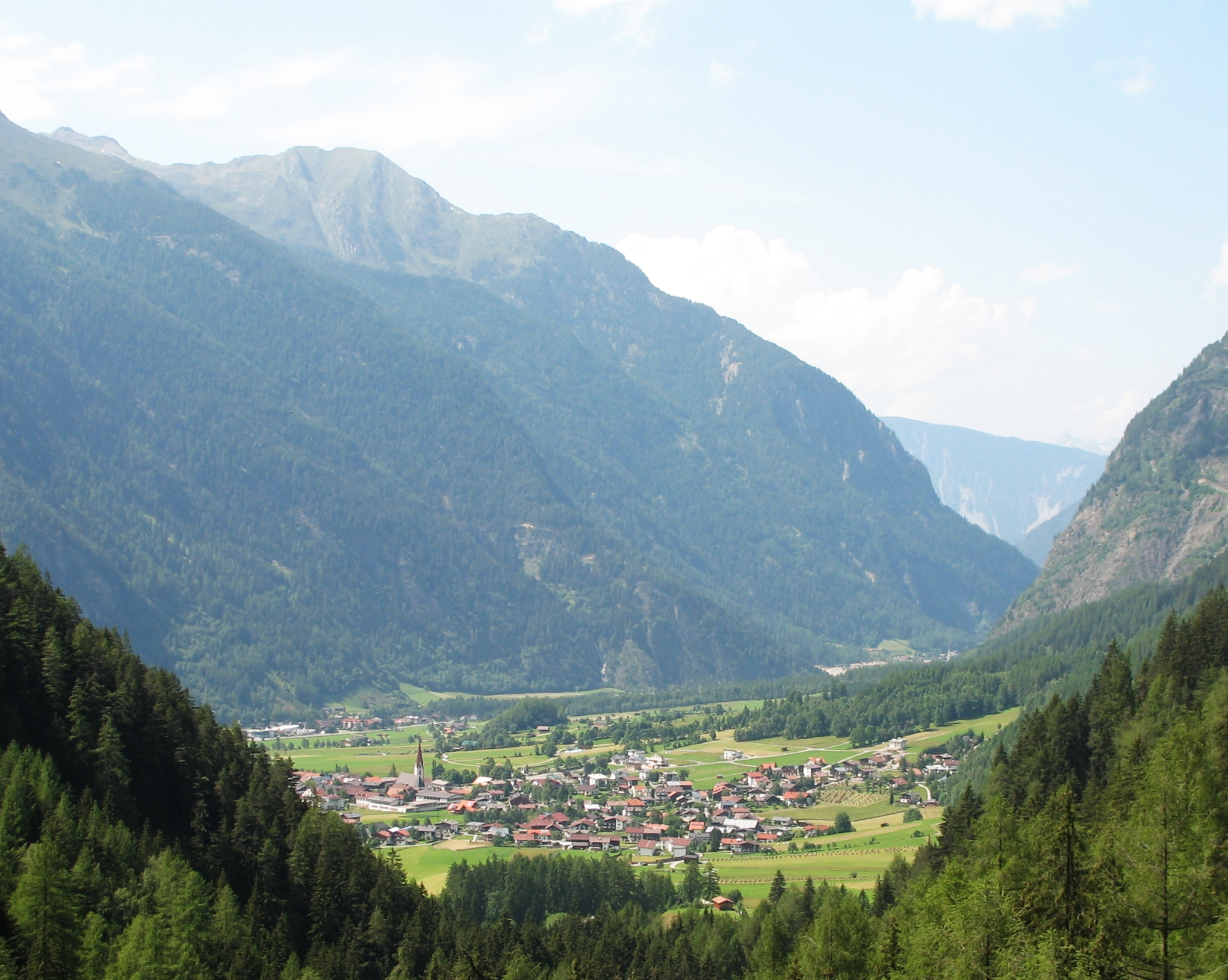
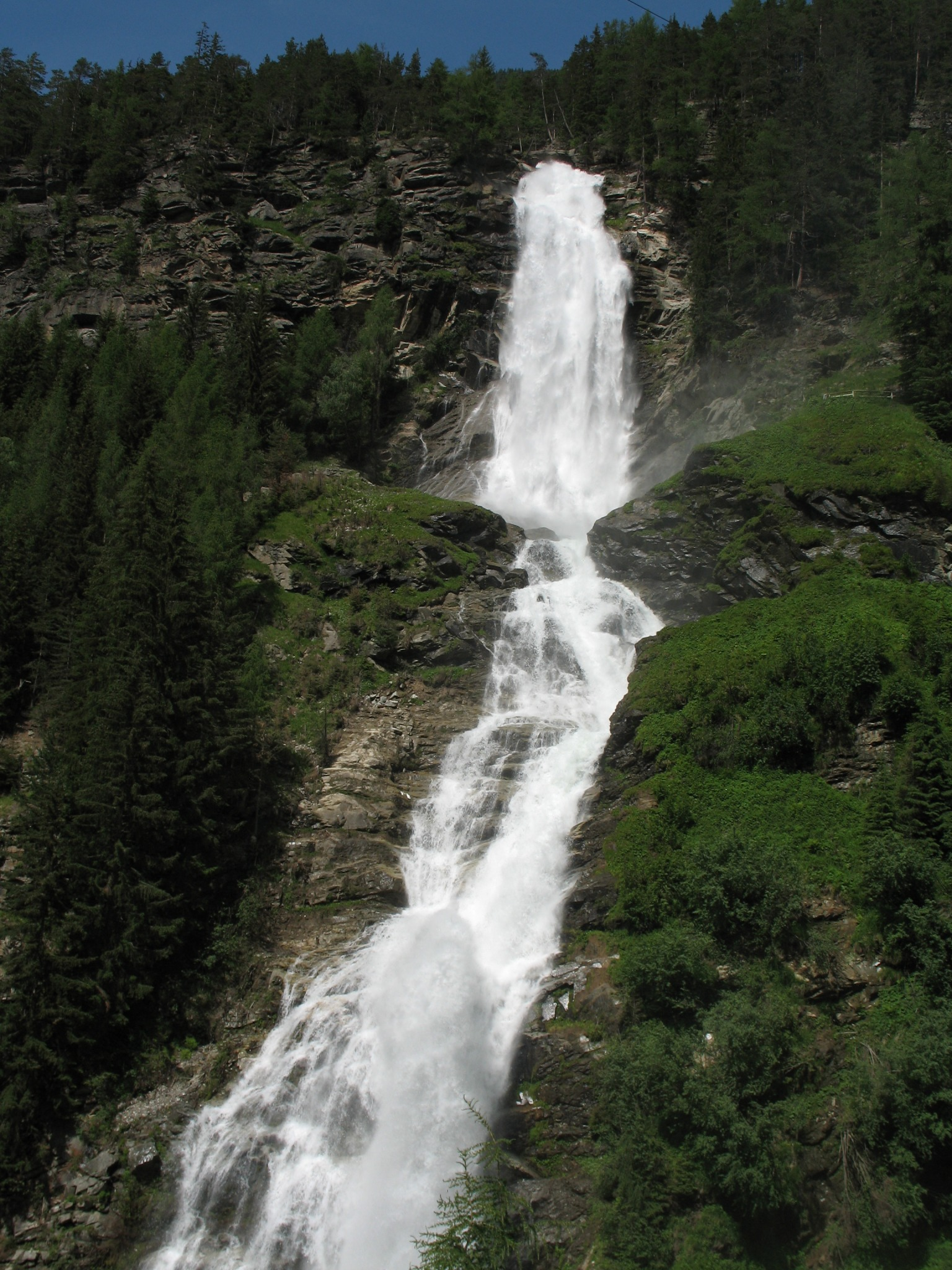
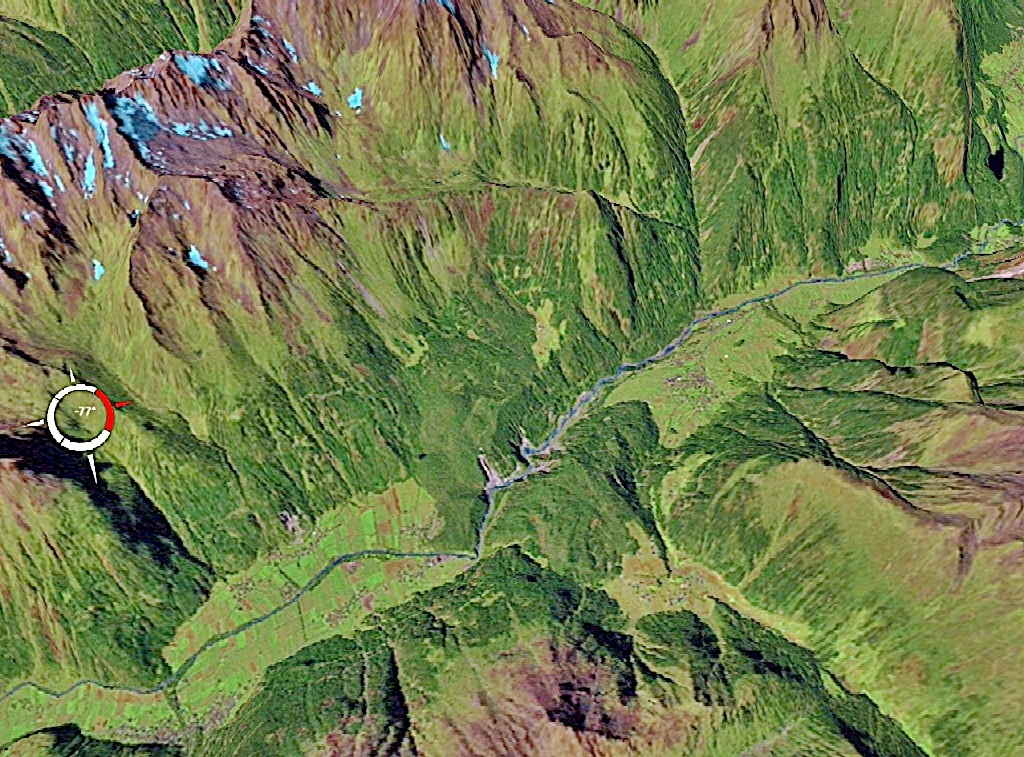

## Виноски
1. ↑  Dauersiedlungsraum der Gemeinden Politischen Bezirke und Bundesländer - Gebietsstand 1.1.2018 — Статистичне управління Австрії.
2. ↑  https://www.statistik.at/blickgem/blick1/g70223.pdf
3. ↑   http://www.umhausen.com
4. ↑  Gemeindedaten von Umhausen

| Австрія | Це незавершена стаття з географії Австрії. Ви можете допомогти проєкту, виправивши або дописавши її. |